# Ophioderma pallida
Ophioderma pallida is een slangster uit de familie Ophiodermatidae.
De wetenschappelijke naam van de soort werd in 1899 gepubliceerd door Addison Emery Verrill.